# Raphael Rodrigues
Raphael Rodrigues (São Paulo, 16 de maio de 1894 — São Paulo, 30 de novembro de 1981) foi um ex-futebolista brasileiro, que atuava como ponta-esquerda e se consagrou pelo Sport Club Corinthians Paulista entre 1922 e 1929.
Chamado de Paquito, Rodrigues foi muito bem atuando pela ponta-esquerda, chegando até mesmo a fazer com que o habilidoso Rato, titular absoluto do Sport Club Corinthians Paulista, fosse seu reserva. Aliás, Rato precisou atuar como meia-esquerda, já que Rodrigues parecia não querer se desapegar da titularidade.
O Corinthians foi o primeiro time grande a ser defendido por Rodrigues, que, até aos 27 anos de idade somente havia defendido equipes amadoras do interior de São Paulo. O craque se aposentou somente aos 35 anos de idade, algo muito raro para a época. Foi pentacampeão paulista pelo Alvinegro da Capital.
Durante todo o tempo que esteve jogando pelo Corinthians, Rodrigues jogou 115 partidas e marcou 26 gols.

## Títulos
Corinthians
- Campeonato Paulista de 1922
- Campeonato Paulista de 1923
- Campeonato Paulista de 1924
- Campeonato Paulista de 1928
- Campeonato Paulista de 1929

Seleção Paulista
- Campeonato Brasileiro de Seleções Estaduais: 1922